# Петрикович, Дьюла
Дьюла Петрикович (венг. Petrikovics Gyula; 12 января 1943, Будапешт — 28 июня 2005, там же) — венгерский гребец-каноист, выступал за сборную Венгрии в конце 1960-х — начале 1970-х годов. Серебряный призёр летних Олимпийских игр в Мехико, чемпион мира и Европы, победитель многих регат национального и международного значения.

## Биография
Дьюла Петрикович родился 12 января 1943 года в Будапеште. Активно заниматься греблей начал с раннего детства, проходил подготовку в столичном спортивном клубе «Будапешт Хонвед».
Первого серьёзного успеха на взрослом международном уровне добился в 1967 году, когда попал в основной состав венгерской национальной сборной и побывал на чемпионате Европы в западногерманском Дуйсбурге, откуда привёз награду золотого достоинства, выигранную в зачёте двухместных каноэ на дистанции 1000 метров. Благодаря череде удачных выступлений удостоился права защищать честь страны на летних Олимпийских играх 1968 года в Мехико — вместе с напарником Тамашем Вихманом в финале километровой дисциплины занял второе место, уступив на финише только советскому экипажу Александра Шапаренко и Владимира Морозова, и завоевал тем самым серебряную олимпийскую медаль.
Став серебряным олимпийским призёром, Петрикович остался в основном составе гребной команды Венгрии и продолжил принимать участие в крупнейших международных регатах. Так, в 1969 году он выступил на европейском первенстве в Москве, где выиграл серебряную медаль среди каноэ-одиночек на дистанции 10000 метров. Год спустя на мировом первенстве в Копенгагене с тем же Тамашем Вихманом вновь занял второе место на километре, на этот раз в решающем заезде их обошли гребцы из Румынии Иван Пацайкин и Сергей Ковалёв. Ещё через год на чемпионате мира в югославском Белграде обогнал всех соперников в двойках на тысяче метрах и получил титул чемпиона мира в этой дисциплине.
Петрикович пытался пройти отбор на Олимпийские игры 1972 года в Мюнхене, но для участия в Играх была выбрана пара Миклоша Дарваша и Петера Поважаи, которые в итоге стали лишь пятыми в финальной стадии турнира олимпийского турнира. Последний раз Дьюла Петрикович показал сколько-нибудь значимый результат на международной арене в сезоне 1973 года, когда на соревнованиях в финском Тампере вместе со своим давним партнёром Вихманом защищал звание чемпионом мира среди двухместных каноэ на километровой дистанции — на этот раз они заняли лишь третье место позади экипажей из Румынии и СССР.
Умер 28 июня 2005 года в Будапеште в возрасте 62 лет.